# André Bloch (Komponist)
André Bloch (* 14. Januar 1873 in Weißenburg, Reichsland Elsaß-Lothringen; † 7. August 1960 in Paris) war ein elsässischer Komponist.

## Leben
André Bloch studierte am Pariser Konservatorium bei Ernest Guiraud und Jules Massenet. 1893 gewann er mit der Kantate Antigone nach einem Text von Ferdinand Beissier den ersten Premier Grand Prix de Rome. Nach dem mit dem Preis verbundenen Aufenthalt in der Villa Medici (Rom) unterrichtete er ab 1898 Harmonielehre am Conservatoire de Paris, wo sein bedeutendster Schüler Jehan Alain war. Später lehrte er auch am Amerikanischen Konservatorium in Fontainebleau. Zu seinen Privatschülern gehörte der Komponist Fernand Oubradous. Bloch wurde vor allem als Opernkomponist bekannt. Seine erste Oper Maïda wurde 1909 uraufgeführt, seine letzte, die 1939 entstandene komische Oper Guignol erlebte die Uraufführung 1949 an der Opéra-Comique. Für eine Aufführung von Offenbachs unvollendeten Hoffmanns Erzählungen schuf Bloch einen Teil der Instrumentation und fügte Eigenkompositionen wie die Spiegelarie und das Sextett in den Giulietta-Akt ein. Außerdem komponierte er sinfonische Werke und Ballette, Kammermusik, Klavierwerke und Lieder.

## Werke
- Antigone Kantate nach Ferdinand Beissier, 1893
- Feminaland, Ballett, 1904
- Maïda, Oper, 1909
- Une nuit de Noël, Oper („conte bleu“), 1922
- Brocéliande, Oper, 1925
- Kaa, sinfonische Dichtung nach einer Episode aus dem Dschungelbuch von Rudyard Kipling, UA 1933 bei den Concerts Colonne
- Au Béguinage sinfonische Dichtung, 1931, UA 1956 am Théâtre des Champs-Elysées mit dem Orchestre des Concerts du Conservatoirepar unter Josef Krips
- Guignol, Buffo-Oper nach Justin Godard und Henri Fabert, 1939, UA 1949 an der Opéra-Comique
- Denneriana für Klavier und Klarinette, 1940
- L’Isle nostalgique, sinfonische Dichtung, 1945
- Fantaisie variée für Klavier und Fagott, 1946
- Concerto-ballet für Klavier und Orchester, 1947
- Suite palestinienne für Violoncello und Orchester, 1948
- Les Maisons de l’éternité, croquis d’orient für Violoncello und Orchester, 1950
- Petite suite dominicale für kleines Orchester
- Air à danser für Klavier
- Thème varié, Andantino für Klavier
- Dans la palmeraie für Klavier und Flöte
- Goguenardises für Klavier und Fagott
- Révélation für zwei Stimmen a cappella
- Mon père m’a donné un mari, Lied mit Klavierbegleitung
- Dans les bois, Lied mit Klavierbegleitung